# Pink Chadora
Pink Chadora, nombre artístico de Martín de Arriba Cla (Algeciras, 1984), es una drag queen y artista multidisciplinar española que ha competido en la tercera temporada de Drag Race España.y Drag Race España All stars

## Biografía
Martín de Arriba nació en Algeciras en 1984 y residió en Pelayo (un núcleo de población del municipio de Algeciras situado a 7 kilómetros del centro de la ciudad y a 14 km de Tarifa) hasta 2007. En 2008 se estableció en Málaga, donde desarrolló su carrera artística como fotógrafo, maquillador y editor gráfico. Empezó a hacer drag en 2019, a la edad de 35 años. Ha participado en el espectáculo teatral «Desátame» con la drag queen de Drag Race UK Choriza May y el poeta Ángelo Néstore, y ha realizado performances poéticas en el Museo Carmen Thyssen Málaga,  Museo Nacional Centro de Arte Reina Sofía o La Térmica
Su nombre drag está basado en un juego de palabras entre el término "pinchadora", pues ha trabajado de DJ en distintos eventos culturales, y el color rosa (en inglés, pink), que caracteriza su estética. Concibe el drag como "un concepto artístico, alegre y político" capaz de plantear reivindicaciones sociales y, al mismo tiempo, entretener al espectador. Con esta perspectiva, su apuesta cuestiona las convenciones del drag para convertirse en una artista diurna que acerca el transformismo también a las personas mayores y a los niños, saliendo "de su zona de confort, del mundo de la noche, de la discoteca y de los bares".
En 2023, fue anunciada como una de las trece concursantes de la tercera temporada de Drag Race España, versión española de la franquicia Drag Race, presentado por Supremme de Luxe y con Javier Calvo, Javier Ambrossi y Ana Locking como miembros del jurado. 
En uno de los retos más conocidos del programa, el Snatch Game, imitó a Lola Flores, lo que le valió ganar el episodio. Asimismo, se alzó con el premio del reto de baile «Dragvisión» en el segundo episodio de la temporada gracias a su humor, comiéndose un bocadillo en medio de la actuación. En el séptimo episodio fue nominada a eliminación junto con Pitita y Pakita, por lo que compitió en una batalla de lip sync con la canción «No controles» de Olé Olé. Finalmente Pitita fue la ganadora, mientras que Pink Chadora, junto a su compañera Pakita, fue eliminada.

## Filmografía

### Televisión
- Regias del Drag España (2022)
- Drag Race España (2023)
- Gran Hotel de las Reinas, histeria de un crimen (2023)
- Drag Race España All Stars (2024)
- A toda costa (2024)
- Reacción en cadena (programa de televisión español) (2024)
- Reportera en el Especial Orgullo de MovistarPlus (2024)
- Si lo digo programa 4, temporada 3 con [Samantha Ballentines] (2024)

### Cine
- TransUniversal (2023), documental (estreno en el Festival de Málaga)

## Discografía

### Sencillos
- 2023 – Natural Candy
- 2024 - Muñecota

## Teatro
- El Gran Hotel de las Reinas (2023)[11]
- Drag Race España All Stars Tour (2024)

## Obras

### Poesía
- Todo era campo (Málaga, Letraversal, 2023). 68 págs. ISBN: 978-84-126400-9-0.

## Premios y reconocimientos
- Premio al artista LGTBIQ+ 2024.[12]
- Premio Roja Directa Categoría Cultura LGTBI+ 2024[13]